# Лещихино (Псковская область)
Лещихино — деревня в Палкинском районе Псковской области России.
Входит в состав Палкинской волости.
Расположена у берега реки Великой, в 14 км к северо-востоку от посёлка Палкино.
Население — 123 человек (2000 год).
В деревне располагается Государственное бюджетное учреждение социального обслуживания  Псковской области «Первомайский психоневрологический интернат».